# Antiterroreinheit

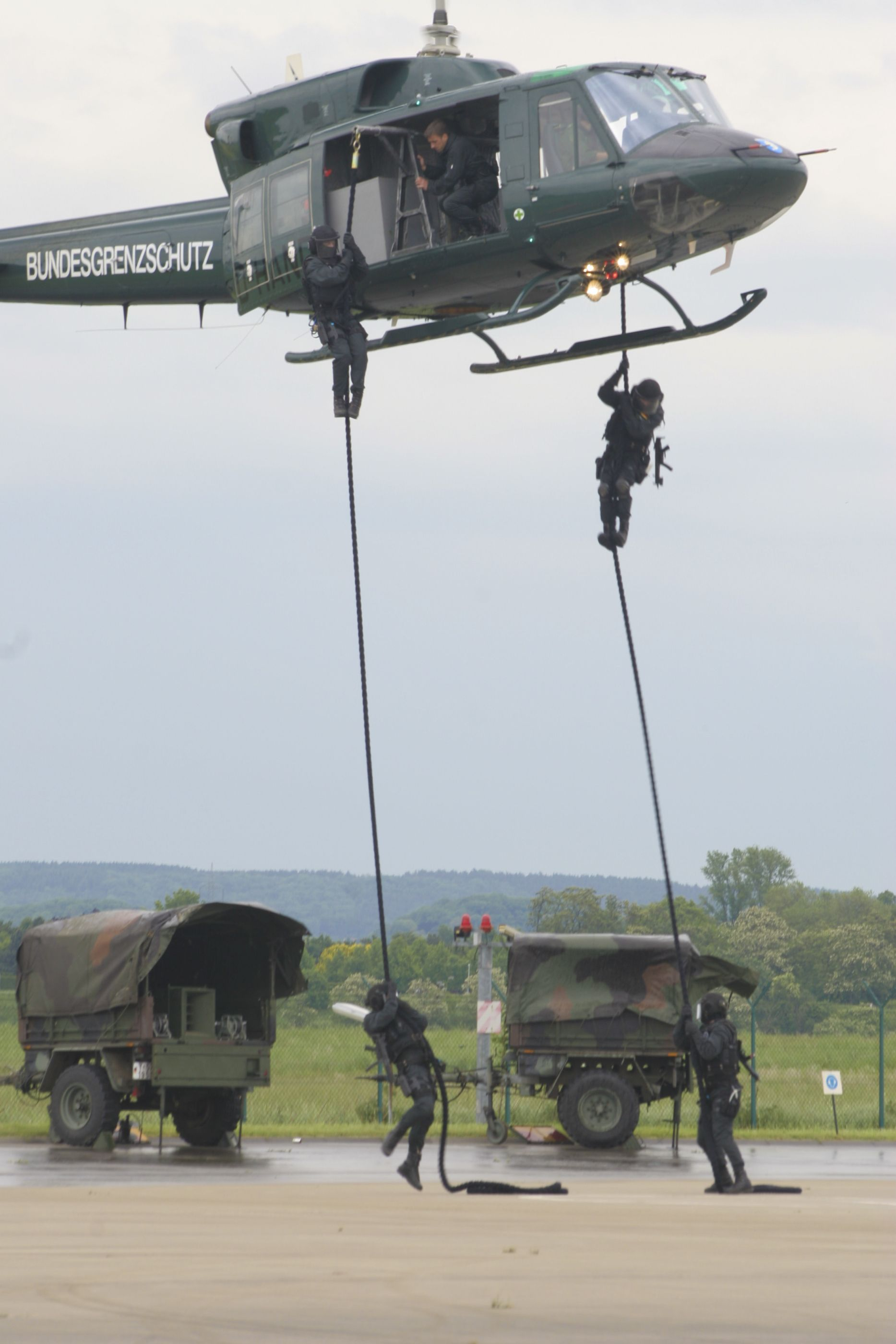
Abseilvorgang der Spezialeinheit GSG 9

Als eine Antiterroreinheit werden im internationalen Sprachgebrauch Spezialeinheiten zur Terrorismusbekämpfung bezeichnet, die mehr sind als bloße Einsatzkommandos und die grundsätzlich Aufgaben der nationalen Sicherheit wahrnehmen.
Jedes Land definiert hierbei Einsatzprofil und Anforderungskriterien mehr oder weniger streng.
Mitteleuropäische Standards können daher in einem anderen Land bereits elitär sein.
Rekrutierung, Auswahl, Aufgaben und Training können jedoch von Staat zu Staat stark variieren.
Häufig haben Antiterroreinheiten jedoch eine gemeinsame Funktion: Das jeweils nationale Antiterrorkommando kommt meistens dann zum Einsatz, wenn der Staat sich in einer Lage höchster sicherheitspolitischer Not befindet oder vor eine Situation gestellt wird, die von anderen Kräften nicht bewältigt werden kann; beispielsweise weil andere politische oder strategische Verhandlungs- bzw. Eingreifmöglichkeiten geringe Erfolgsaussichten aufweisen.

## Antiterroreinheiten (Beispiele)
- Deutschland: GSG 9 der Bundespolizei,[2] BFE+
- Großbritannien: Special Air Service, United Kingdom Special Forces (UKSF)
- Österreich: Einsatzkommando Cobra
- Jordanien: Counter Terrorist Unit 71
- Italien: Nucleo Operativo Centrale di Sicurezza und Gruppo di Intervento Speciale
- Spanien: Grupo Especial de Operaciones
- Frankreich: Groupe d’intervention de la gendarmerie nationale
- Niederlande: Bijzondere Bijstands Eenheid
- Russland: ALFA
- USA: 1st Special Forces Operational Detachment-Delta (Airborne)
- Kolumbien: Agrupación de Fuerzas Especiales Antiterroristas Urbanas